# Aurivela
Aurivela es un género de lagartos que pertenece a la familia Teiidae.

## Especies
Hay solo 2 especies en el género:
- Aurivela longicauda  (Bell, 1843).
- Aurivela tergolaevigata (Cabrera, 2004).